# Ethel Rosenfeld
Ethel Rosenfeld (19 de outubro de 1945 no Rio de Janeiro) tornou-se conhecida por ter sido a primeira pessoa com deficiência visual a ser admitida no magistério público do então Estado da Guanabara, em 1973. Mais recentemente, notabilizou-se também pela campanha para a legalização da entrada cão-guia como acompanhante de cegos em espaços públicos e privados, o que resultou em mudanças na legislação e em influências no roteiro da América, exibida pela Rede Globo. 
Rosenfeld é professora especialista em educação de pessoas com deficiência visual e ativista do movimento político das pessoas com deficiência desde 1971, quando se juntou ao Centro Operacional Pedro de Alcântara.
Concluiu o curso universitário de Letras em 1973. Trabalhou junto à Secretaria Municipal de Educação, Instituto Helena Antipoff, por 15 anos. Em 1987 foi transferida para a Secretaria Municipal de Saúde, Instituto Municipal de Medicina Física e Reabilitação Motora Oscar Clark, onde trabalhou por 12 anos. Foi convidada para trabalhar na Fundação Municipal Francisco de Paula, FUNLAR-Rio hoje, Secretaria Municipal da Pessoa com Deficiência. 
Esteve presente em manifestações e movimentos em favor das pessoas com deficiência , tendo participado de 1986 à 1989 do Grupo Nacional de Trabalho que elaborou os artigos que garantem os direitos das pessoas com deficiência nas Constituições Federal, Estadual e Lei Orgânica do Município do Rio de Janeiro.
Participou ainda em 1994 dos estudos e das redações da Política Nacional de Educação Especial e da Política Nacional de Reabilitação, trabalhos promovidos pela Coordenadoria Nacional para Integração da Pessoa Portadora de Deficiência - CORDE, hoje Secretaria Nacional de Promoção dos Direitos da Pessoa com Deficiência - Secretaria Nacional de Direitos Humanos (2010). 
Rosenfeld foi pioneira no uso de cão-guia de cegos no Rio de Janeiro. Em 1998 foi impedida de entrar no Theatro Municipal do Rio de Janeiro acompanhada de seu cão, o que a estimulou a defender a aprovação da  lei federal nº 11.126 de 2005, assinada pelo presidente Luiz Inácio Lula da Silva, que autoriza a entrada e permanência de cegos acompanhados de cães-guias em ambientes públicos e privados de uso coletivo.
Glória Perez baseou-se na vida de Roselfeld para criar personagens cegos e cenas da novela "América", da TV Globo, como a da expulsão de um personagem que utilizara cão-guia, gerando polêmicas e debate público na mídia sobre o tema .